# Dicroidium
Dicroidium is een geslacht van uitgestorven gevorkte zaadvarens die tijdens het Trias (252 tot 201 miljoen jaar geleden) wijdverspreid waren over Gondwana. Hun fossielen zijn bekend uit Zuid-Afrika, het Arabisch Schiereiland, Australië, Nieuw-Zeeland, Zuid-Amerika, Madagaskar, het Indiase subcontinent en Antarctica. Ze werden voor het eerst ontdekt in Trias-sedimenten van Tasmanië door Morris in 1845. Fossielen uit de Umm Irna-formatie in Jordanië en in Pakistan geven aan dat deze planten al bestonden in het Laat-Perm. Late overlevende leden van het geslacht zijn bekend uit het Vroeg-Jura (Sinemurien) van Oost-Antarctica. Binnen de paleobotanie is Dicroidium een vormgeslacht dat wordt gebruikt om naar de bladeren te verwijzen, geassocieerd met vrouwelijke organen die zijn geclassificeerd als Umkomasia en stuifmeeldragende organen die zijn geclassificeerd als Pteruchus, terwijl Dicroidum ook collectief wordt gebruikt om naar de hele plant te verwijzen.

## Beschrijving
De bladeren lijken op die van moderne varens, maar zoals alle zaadvarens (Pteridospermatophyta) waren ze dik. Dicroidium verschilt van andere zaadvarenbladeren doordat het een gevorkte rachis heeft, die het uiterlijk geven van twee varenbladeren die aan de basis zijn samengevoegd. Deze planten hadden mannelijke en vrouwelijke voortplantingsstructuren. In navolging van de generieke vormnomenclatuur van paleobotanie, worden mannelijke stuifmeeldragende structuren afzonderlijk Pteruchus genoemd en de vrouwelijke structuren Umkomasia.

## Reconstructies
Verschillende organen die aan dezelfde oorspronkelijke plant worden toegeschreven, kunnen worden gereconstrueerd uit gelijktijdig voorkomen op dezelfde plaats en uit overeenkomsten in het stomatale apparaat en andere anatomische eigenaardigheden van gefossiliseerde omhulsels.
Dicroidium odontopteroides kan zijn geproduceerd door dezelfde plant als Umkomasia macleanii (ovulatiestructuren) en Pteruchus africanus (stuifmeelstructuren).
Dicroidium zuberi is mogelijk geproduceerd door dezelfde plant als Umkomasia feistmantelii (ovulatiestructuren) en Pteruchus barrealensis (stuifmeelstructuren)